# Orbitalne Obserwatoria Astronomiczne

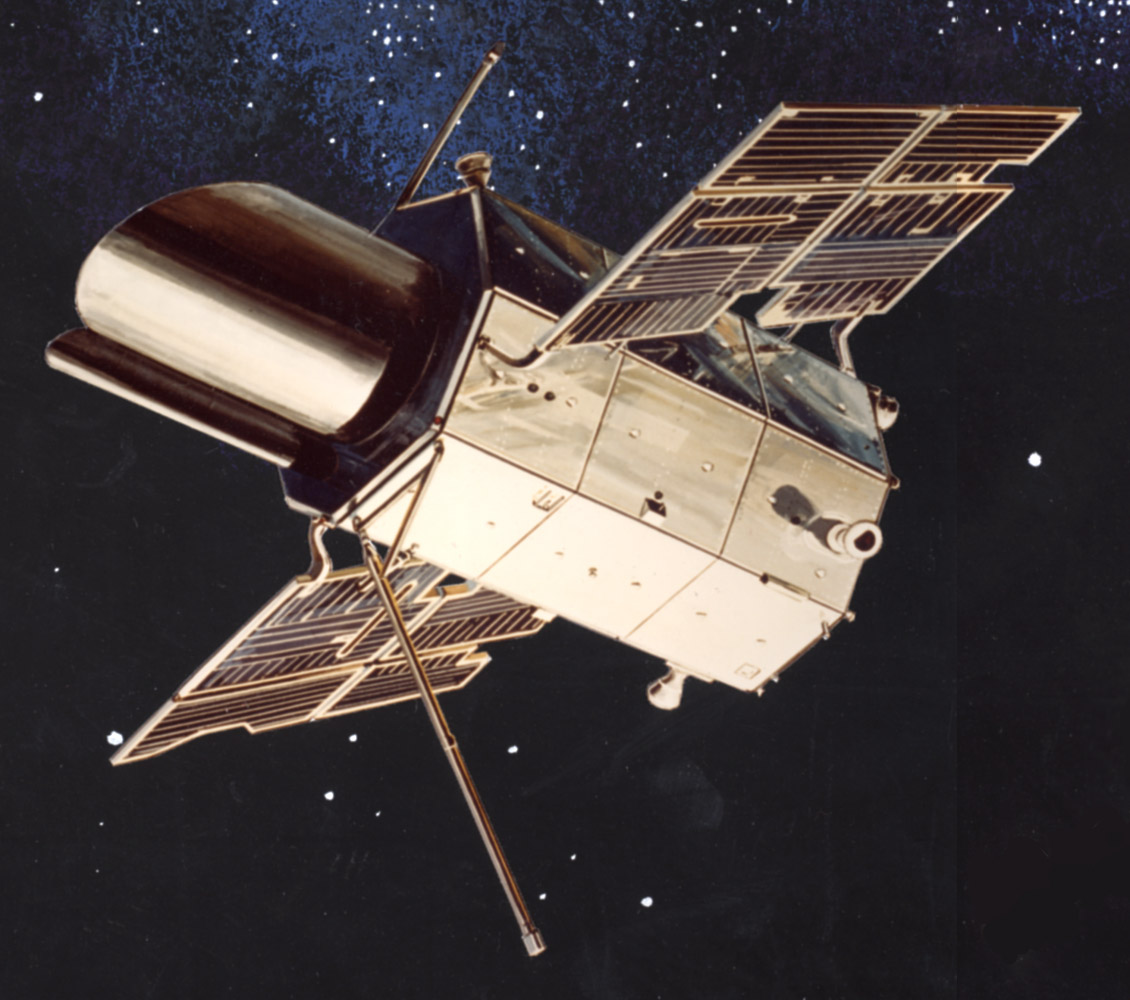
OAO-1 na orbicie - wizja artystyczna

Program OAO (Orbiting Astronomical Observatory) – amerykańskie astronomiczne, obserwacyjne i pomiarowe satelity wyposażone w aparaturę optyczną i urządzenia do przetwarzania i przekazywania danych. Na orbicie znalazły się trzy satelity tej serii, czwarty uległ zniszczeniu podczas nieudanego startu.
Maksymalna długość satelity wynosiła 5,5 m, średnica 210 cm oraz masa w zależności od wyposażenia od 1600 do 2000 kg. Kształt: graniastosłup ośmioboczny z bocznymi tacami układu baterii słonecznych.  

## Lista misji
- OAO-1 (indeks COSPAR 1966-31A) – wystrzelony 8 kwietnia 1966 roku. Obserwatorium o masie 1769 kg zostało wyniesione na orbitę przez rakietę Atlas Agena D na orbitę o parametrach 792/806 km. Czas obiegu 100,7 minut, a inklinacja wynosiła 35 stopni. Zadaniem obserwatorium było badanie źródeł kosmicznego promieniowania nadfioletowego. Program nie został zrealizowany wskutek awarii układu zasilania[1].
- OAO-2 (indeks COSPAR 1968-110A) – wystrzelony 7 grudnia 1968 roku przez rakietę Atlas Centaur na orbitę o parametrach: perygeum 766 km, apogeum 777 km, inklinacji 35° i czasie obiegu 100,1 minut[1]. Masa satelity wynosiła 1993 kg, w tym aparatura i sprzęt optyczny 450 kg. Zadania to sporządzenie mapy rozkładu źródeł promieniowania nadfioletowego na sferze niebieskiej, pomiary natężenia i widm promieniowania nadfioletowego gwiazd[1].
- OAO-B (indeks COSPAR 1970-U03) – start odbył się 30 listopada 1970, nie oddzieliła się osłona satelity, wskutek czego nie osiągnął on orbity okołoziemskiej[2].
- OAO-3 (indeks COSPAR 1972-65A) – wystrzelony 21 sierpnia 1972 roku na prawie kołową orbitę 741/749 km przez rakietę Atlas Centaur. Czas obiegu 99,5 minut, a inklinacja 35 minut. Zadaniem satelity było obserwowanie kosmicznych źródeł promieniowania. Satelita wyposażony był w teleskop o średnicy 82 cm oraz teleskop rentgenowski stabilizowany z dokładnością trzech setnych sekundy oraz inną aparaturę badawczą[1]. Dla uczczenia 500 rocznicy urodzin Mikołaja Kopernika otrzymał nazwę Kopernik (Copernicus)[3].